# Mario Chiarini
Mario Chiarini (Rimini, 7 gennaio 1981) è un ex giocatore di baseball e allenatore di baseball italiano.

## Carriera

### Giocatore

#### Club
È cresciuto nel Rimini Baseball, squadra della sua città, debuttando nella massima serie all'età di 16 anni: due stagioni più tardi è nel roster dei Pirati che vinsero il titolo di campioni d'Italia.
Nel 2000 è volato negli Stati Uniti per giocare con gli Arizona League Mariners, formazione delle minors americane affiliata ai Seattle Mariners a livello Rookie. Terminata quest'esperienza, fa ritorno a Rimini dove insieme alla squadra conquista altri due scudetti e quattro Coppe Italia.
Dopo svariati anni di militanza riminese, nel novembre 2014 viene ufficializzato il suo passaggio al San Marino Baseball a partire dal campionato seguente, complici alcuni contrasti con la dirigenza neroarancio. Qui ha disputato le ultime tre stagioni della sua carriera da giocatore, prima di diventare il nuovo manager della squadra.

#### Nazionale
Il suo debutto in azzurro risale al 21 ottobre 2002, in occasione del match contro la Spagna disputato a Roma. Nel 2004 ha partecipato alle Olimpiadi di Atene, nell'ultima edizione prima dell'esclusione del baseball dal programma olimpico. Nel 2010 Chiarini è diventato il capitano della Nazionale.
Con la squadra azzurra ha vinto due campionati europei di baseball, nel 2010 e nel 2012. Ha disputato inoltre le edizioni 2009, 2013 e 2017 del World Baseball Classic.
Le sue 170 partite disputate lo rendono il secondo giocatore con più presenze all'attivo nella storia della Nazionale azzurra, dietro a Ruggero Bagialemani.

### Allenatore
Al termine della stagione 2017 Chiarini ha accettato la proposta di diventare il nuovo manager del San Marino Baseball, passando così dal ricoprire il ruolo di giocatore a quello di tecnico. Ha guidato i titani per tre stagioni, durante le quali ha centrato la qualificazione a due finali scudetto, entrambe perse contro Bologna. La sua parentesi sulla panchina rossoblu si è interrotta prima dell'inizio dell'annata 2021, a seguito del ritorno dello storico manager Doriano Bindi.

## Palmarès

### Club
- Campionati italiani: 3

Rimini: 1999, 2002, 2006
- Coppe Italia: 4

Rimini: 2001, 2002, 2013, 2014

### Nazionale
- Campionati europei: 2

Italia: 2010, 2012